# Добровольський Сергій Павлович
Сергій Павлович Доброво́льський (нар. 8 листопада 1910, Рибниця — пом. 2 вересня 1942, Уфа) — український радянський композитор; член Спілки композиторів України.

## Біографія
Народився 8 листопада 1910 року у місті Рибниці (нині Молдова). Навчався у Київській середній спеціальній музичній школі, музичній професіогальній школі (клас Костянтина Михайлова); з 1928 року — у Київськоому музично-драматичному інституті (класи Бориса Лятошинського, Ігора Белзи); з 1930 року — у Ленінградські консерваторії (клас Максиміліана Штейнберґа). 
У 1930-х роках працював у музичних школах у Запоріжжі, Львові; впродовж 1934–1938 років — на Київській кінофабриці; з 1938 року — у видавництві «Мистецтво». Помер в Уфі 2 вересня 1942 року.

## Творчість
- водевіль «З усяким може статися» (1942);
- твори для фортепіано — «Дві поеми», «Три прелюдії», «Дві прелюдії», «Токата» (усі — 1929);
- хор «Пісня про Київ» (1938);
- музика до кінофільмів і радіоп'єс.